# Esquema de Tinbergen
Esquema de Tinbergen/Princípio de Tinbergen (1956) é o modelo de execução de políticas públicas proposto pelo economista holandês Jan Tinbergen e por seu compatriota Henri Theil. De acordo com o modelo, para que se atinja N metas estabelecidas pelo governo, é necessário que haja pelo menos N instrumentos de política linearmente independentes. Se os formuladores de políticas não tiverem N instrumentos a seu dispor, não será possível a obtenção de um controle completo sobre os resultados. A linearidade dos instrumentos depende dos parâmetros a eles associados.
Ainda de acordo com o modelo, com a existência de menos instrumentos que metas, ainda será possível um certo controle, com a presença de funções de perda social. Estas funções podem ser manipuladas para que os resultados sejam o mais próximo possível das metas - um problema de otimização.
O Esquema de Tinbergen, baseado no primeiro modelo macroeconômico da história, encomendado a Tinbergen pelo governo da Holanda, rendeu-lhe o primeiro Prêmio Nobel de Economia, em 1969.

## Crítica de Lucas
O modelo foi criticado nos anos 70 por Robert Lucas, por ser irracional ao supor que as expectativas sejam exógenas - para Lucas, as próprias políticas econômicas afetam as expectativas. Uma adaptação foi proposta no modelo Barro-Gordon.